# Diecezja Hpa-an
Diecezja Hpa-an – rzymskokatolicka diecezja w Mjanmie. Powstała w 2009 z terenu archidiecezji Rangun. Pierwszym ordynariszem został Justin Saw Min Thide.